# El Garrobo
El Garrobo település Spanyolországban, Sevilla tartományban. El Garrobo El Ronquillo, Guillena, Gerena és El Castillo de las Guardas községekkel határos. Lakosainak száma 812 fő (2024).

## Népesség
A település népessége az elmúlt években az alábbi módon változott:
| Lakosok száma | 765  | 778  | 793  | 785  | 777  | 774  | 775  | 790  | 821  | 812  |
|               | 2001 | 2004 | 2007 | 2009 | 2012 | 2014 | 2017 | 2019 | 2022 | 2024 |